# Caours

Caours este o comună în departamentul Somme, Franța. În 1 ianuarie 2022 avea o populație de 565 de locuitori.